# Veliki zvezdni pentakisni dodekaeder
| Veliki rombidodekakron                   | Veliki rombidodekakron                                 |
| ---------------------------------------- | ------------------------------------------------------ |
|                                          |                                                        |
| Vrsta                                    | zvezdni polieder                                       |
| Elementi                                 | F = 60, E = 120, V =42 ({\displaystyle \chi \,} = -18) |
| Grupa simetrije                          | Ih, [5,3], *532                                        |
| Sklici                                   | DU73                                                   |
| veliki rombidodekaeder (dualni polieder) |                                                        |

Veliki zvezdni pentakisni dodekaeder je v geometriji nekonveksni  izoederski polieder. Je  dualno telo velikega prisekanega ikozaedra. Ima 60 sekajočih se trikotnih stranskih ploskev.

## Vir
- Wenninger, Magnus (1983), Dual Models, Cambridge University Press, ISBN 978-0-521-54325-5, MR730208 stran  88